# DKP Land og Folk-festival
|  | Denne artikel er oprettet af botten Steenthbot ud fra en ekstern database. Den kan derfor have sproglige fejl eller mangler. Denne skabelon kan fjernes efter kontrol af indholdet. |

DKP Land og Folk-festival er en dansk dokumentarisk optagelse fra 1976.

## Handling
Stemningsbilleder fra den første Land og Folk-festival i Fælledparken i København.